# Aceguá, Urugvaj
Aceguá je gradić (villa) u departmanu Cerro Largo na samom istoku Urugvaja, uz granicu s Brazilom. To je zapravo urugvajski dio grada, koji je svojim središtem podijeljen na brazilski i urugvajski dio.
Urugvajski dio grada osnovan je 23. prosinca 1941. kao selo (pueblo), a status gradića (villa) dobio je 14. travnja 1986.

## Stanovništvo
Prema popisu stanovništva iz 2011. godine, urugvajski dio Acegue je imao 1.511 stanovnika.
| Godina | Stanovništvo |
| ------ | ------------ |
| 1908.  | 3.766        |
| 1963.  | 464          |
| 1975.  | 929          |
| 1985.  | 1.302        |
| 1996.  | 1.432        |
| 2004.  | 1.493        |
| 2011.  | 1.511        |

- Izvor: Državni statistički zavod Urugvaja.[4]

## Vanjske poveznice
- (šp.) Službene stranice departmana Cerro Largo